# Christine Homme
Christine Homme, née le 8 octobre 1990 à Oslo, est une handballeuse internationale norvégienne qui évolue au poste d'arrière droite.
Avec l'équipe de Norvège, elle connaît sa première sélection en septembre 2010 face à la Roumanie. 

## Palmarès
autres
- vainqueur du championnat du monde junior 2010
- vainqueur du championnat d'Europe junior en 2009[3]